# 하츠 오브 아이언 4: 폭정에 맞서 무장하라
폭정에 맞서 무장하라(영어: Arms Against Tyranny, 약칭: AAT)는 패러독스 개발 스튜디오에서 개발하고 노르딕 국가에 초점을 맞춘 하츠 오브 아이언 4의 아홉 번째 확장 DLC이다. 1.13 패치와 함께 출시할 예정이다. 국가 산업 조직, 국제 무기 시장, 새로운 군사 시스템이 추가되며 스웨덴, 노르웨이, 덴마크, 핀란드의 콘텐츠가 추가된다.

## 어원
이 DLC의 제목은 겨울 전쟁 중 핀란드를 지지하는 선전 포스터의 '폭정에 맞서 무장하라!'(영어: To Arms Against Tyranny!)에서 따왔다.

## 변경점

### 기능
- 겨울 전쟁: 막강한 소련 적군과 어려운 싸움에서 끈질기게 버텨 핀란드 역사의 결정적인 순간을 재현하세요.
- 내가 설계하는 전쟁 무기: 군사 산업 조직이 제공하는 새로운 방법으로 생산 라인의 효율성을 높이거나 고성능 무기 시스템 개발을 통해 전투에서 유리한 조건을 선점할 수 있을 것입니다.
- 민간을 위한 전쟁: 새로운 국제 시작에서 무기 수출 강국이 되어 다른 국가에 무기를 수출하며 민간 공장 생산량을 늘려 보세요.
- 새로운 군사 옵션: 군 사단 설계 및 편제에 많은 업데이트와 변화가 있습니다. 특수 부대 커스터마이징, 부대 전문화 등 다양한 내용을 확인해보세요.

## 사운드트랙
이번 업데이트로 총 10가지의 사운드트랙이 추가되었다.
- 예약 특전 - Säkkijärven polkka (새키얘르벤 폴카)

## 같이 보기
- 하츠 오브 아이언 4

## 개발 일지
- 2023년 6월 7일 - 역사적 핀란드
- 2023년 6월 14일 - 역사적 스웨덴
- 2023년 6월 21일 - 역사적 노르웨이
- 2023년 6월 28일 - 역사적 덴마크
- 2023년 7월 12일 - 3D 아트
- 2023년 7월 19일 - 작은 요소들 #1
- 2023년 7월 26일 - 공동 중점 트리
- 2023년 8월 2일 - 작은 요소들 #2
- 2023년 8월 9일 - 기술
- 2023년 8월 17일 - 예약 구매
- 2023년 8월 23일 - 노르웨이 대체 역사!
- 2023년 9월 30일 - 스웨덴 대체 역사!